# Amblybolus mitis
Amblybolus mitis är en mångfotingart som beskrevs av Cook 1896. Amblybolus mitis ingår i släktet Amblybolus, ordningen slitsdubbelfotingar, klassen dubbelfotingar, fylumet leddjur och riket djur. Inga underarter finns listade i Catalogue of Life.